# Bronzes du Bénin
Pour les articles homonymes, voir Bénin (homonymie).

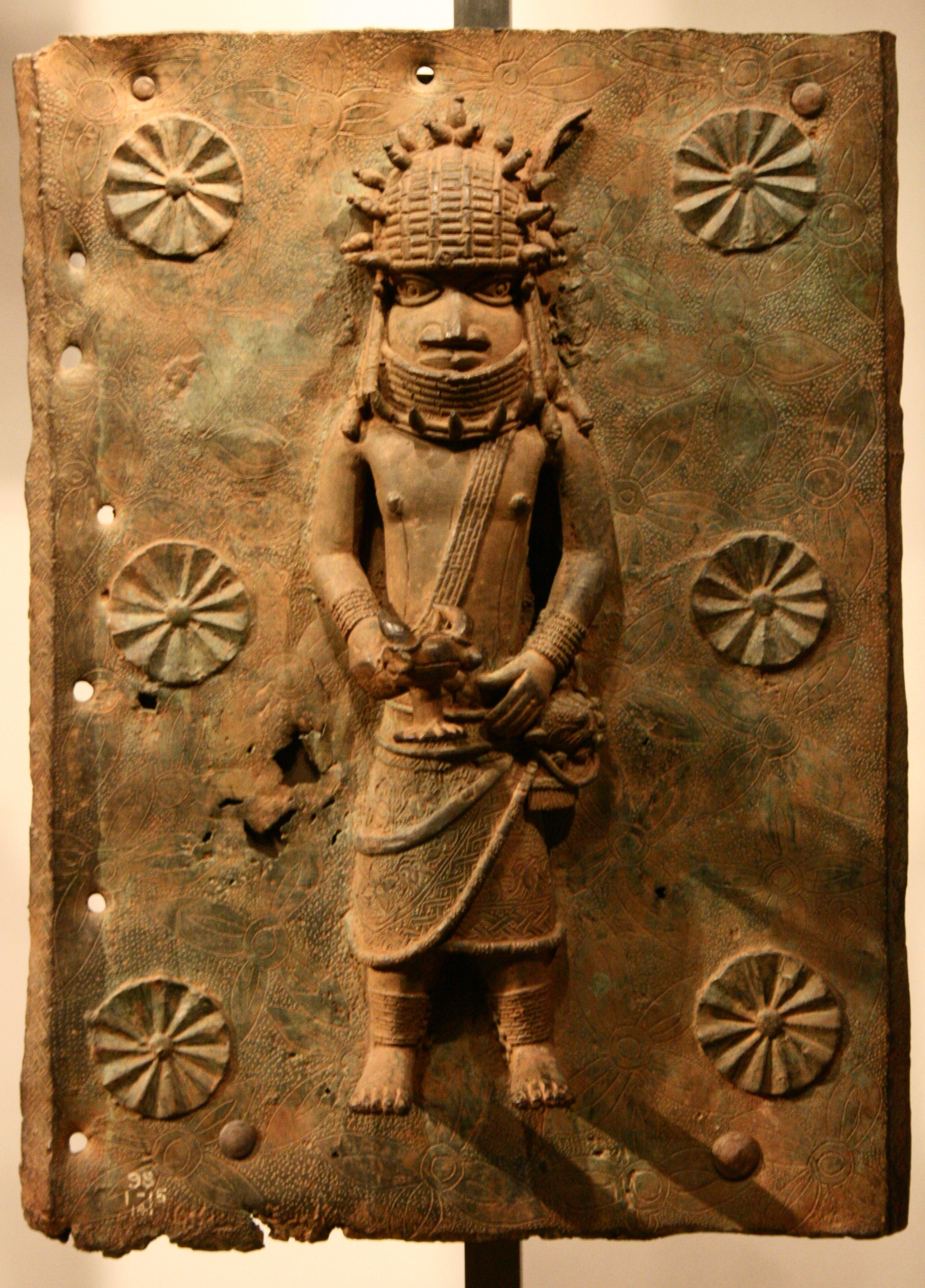
Une plaque de bronze du Bénin exposée au British Museum.

Les bronzes du Bénin sont un ensemble de plus d'un millier de plaques de laiton originaire du palais royal situé à Edo, capitale du royaume du Bénin, dans l'actuel Nigeria. Elles ont été fabriquées entre le milieu du XVIe siècle et le milieu du XVIIIe siècle par le peuple Edo. Elles représentent des individus, des symboles, des scènes de la cour et servent à renforcer le pouvoir de l'oba (roi). Les caractéristiques stylistiques sont une tête grossie, de grands yeux et un nez segmenté. Les figures sont représentées de face et sont ornées d'atours, scarification faciale, vêtements, colliers de corail, bracelets, manilles, etc..

## Historique

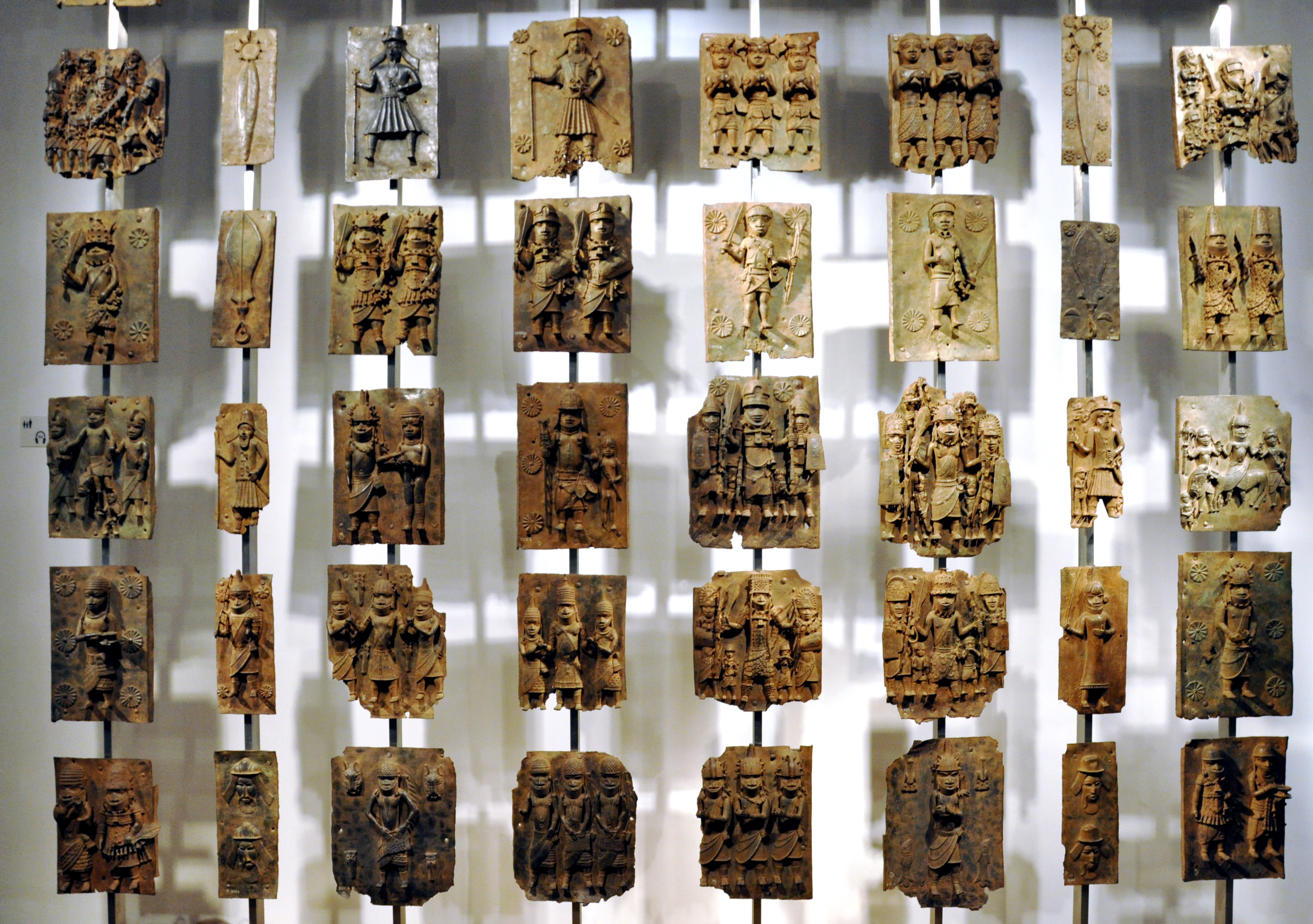
Bronzes du Bénin au British Museum.

Les plaques ont été saisies par des soldats britanniques au cours de l'expédition punitive au Bénin en 1897 dirigée par Harry Rawson. Elles furent remises au Bureau des Affaires étrangères et du Commonwealth (Foreign and Commonwealth Office, FCO) et environ 200 d'entre elles ont été ensuite remises au British Museum à Londres, tandis que le reste a été réparti dans plusieurs musées.

## Processus de restitution

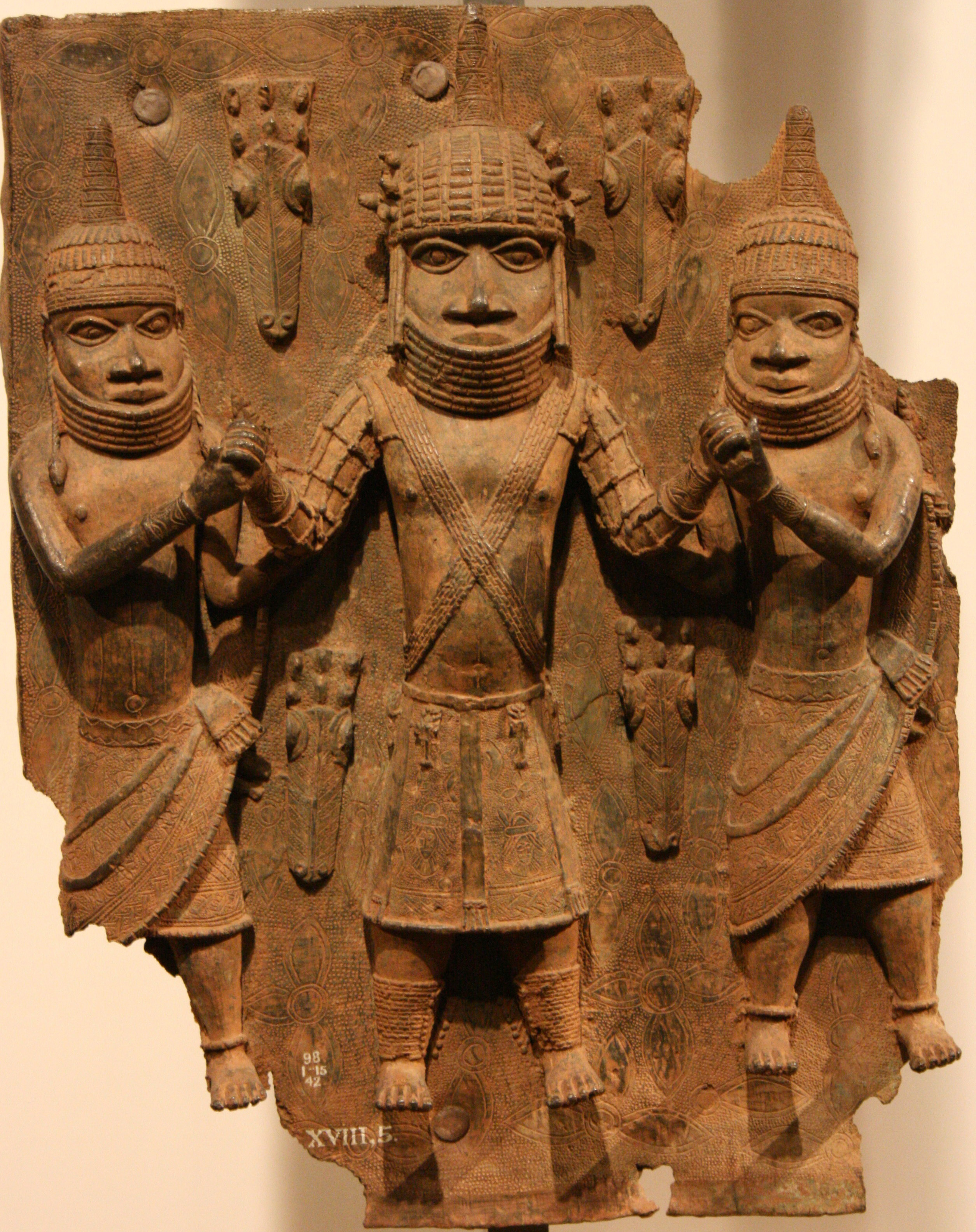
Une des plaques des bronzes du Bénin.

Une partie est en cours de restitution,.
Le 30 avril 2021, l'Allemagne accepte la restitution de bronzes du Bénin. En décembre 2022, Annalena Baerbock et Claudia Roth, respectivement ministres allemandes des Affaires étrangères et de la Culture, se rendent à Abuja, la capitale nigériane, pour remettre 23 des bronzes, étant entendu qu'ils seraient exposés dans un nouveau musée. L'Allemagne a également officiellement transféré la propriété de plus d'un millier d'autres trésors du Bénin à l'État nigérian, même si certains resteront en prêt et d'autres voyageront dans des expositions.
Or, au lieu de placer les bronzes dans un musée, le président Muhammadu Buhari les a transmis à Ewuaré II, l'Oba, ou roi du Bénin, qui déterminera désormais leur sort. Ainsi, le groupe de bronzes du Bénin que l'Allemagne a restitués au Nigeria a disparu dans une collection privée au lieu d'être exposé dans un musée comme promis, incitant certains observateurs à qualifier la restitution de « fiasco ».
Brigitta Hauser-Schäublin, professeur émérite d'anthropologie à l'Université de Göttingen, remarque dans la Frankfurter Allgemeine Zeitung : « ce que les politiciens considéraient comme le retour du patrimoine culturel à la "nation nigériane" s'est plutôt transformé en un cadeau à une seule famille royale ». Le British Museum et d'autres institutions de Londres ont jusqu'à présent résisté aux pressions pour renoncer à leurs bronzes béninois sont susceptibles de prendre note de ce précédent.